# Constant Fornerod
Constant Fornerod (Avenches, 30 maggio 1819 – Bettens, 27 novembre 1899) è stato un politico svizzero.
Nel luglio 1855 è stato eletto nel Consiglio federale svizzero, rimanendovi fino all'ottobre 1867.
Nel corso del suo mandato ha diretto il Dipartimento del commercio e dei pedaggi (1855-1856 e 1858), il Dipartimento politico (1857, 1863 e 1867), il Dipartimento delle finanze (1859-1861) e il Dipartimento militare (1862 e 1864-1866).
Era rappresentante del Partito Liberale Radicale.
Ha ricoperto la carica di Presidente della Confederazione svizzera tre volte: nel 1857, nel 1863 e nel 1867.